# Baraque canadienne
Les baraques canadiennes ou les "maisons démontables par panneaux des entreprises J-Ulysse Ste Marie", conçues par l’entrepreneur Ulysse Sainte-Marie, à Beauport (Québec), ont été produites à 1 500 exemplaires et réparties dans les villes françaises sinistrées par les bombardements à la libération en 1944.  Particulièrement présentes autour de Lorient, de Saint-Nazaire et de St Lô, le plan d'architecture dont elles sont l'émanation, est déposé en 1946 à la Librairie du congrès des États-Unis.

## Architecture

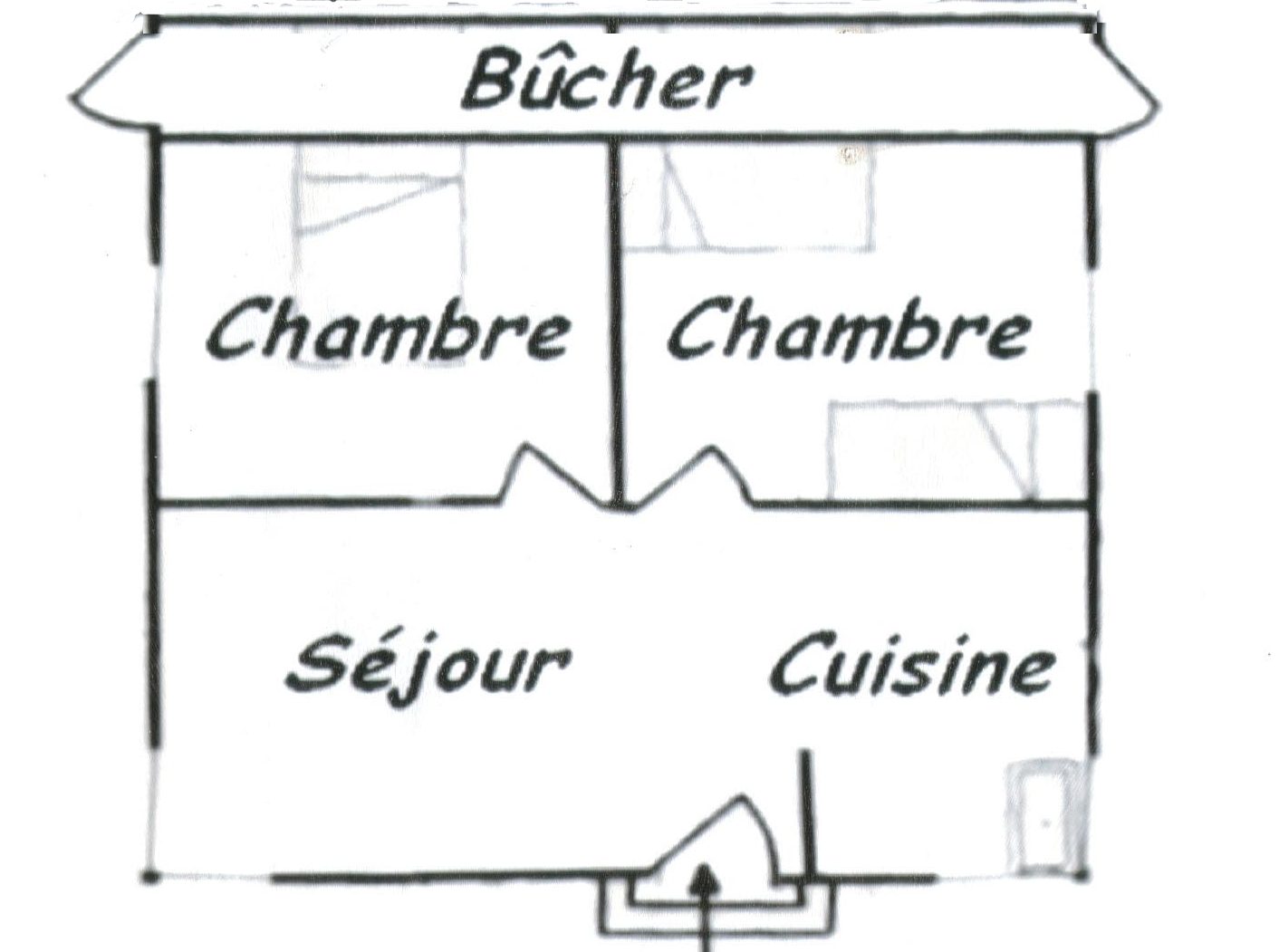
Plan d'un baraquement canadien

Ces maisons carrées d’environ 7 m de côté, isolées grâce à de « l’Isorel mou », étaient jugées confortables. Une entrée desservait une grande salle à manger lumineuse et une cuisine ; du séjour, on accédait à deux chambres. Un cabanon intégré courait à l’arrière.
Les pièces de façade avait chacune deux fenêtres dans les angles, les chambres n’en avaient qu’une. Ces baraques avaient la particularité d’avoir des fenêtres « à guillotine ». 
La paroi extérieure de la baraque était à l’origine peinte, mais pour plus d’étanchéité, elle sera souvent recouverte de papier bitumé. Des couvre-joints disposés à la jonction de deux panneaux étaient très colorés et accordés aux volets et huisseries.
En 2014, une campagne de recensement a permis de retrouver deux baraques canadiennes. Avec l'aide de la fondation du Patrimoine, ces deux pavillons seront démontés et l'un d'eux sera restitué courant 2015 au sein de la « Cité de l'habitat provisoire » (seul micro-musée consacré à l'architecture modulaire du milieu du XXe siècle). Le pavillon témoin sera remeublé avec l'intégralité du mobilier fourni par le Ministère de la reconstruction et de l’urbanisme aux réfugiés en 1945.

## Sources
- Mickaël Sendra (préf. Roland Delalee (+), anc. habitant de la baraque 204, président du PLL), Mémoires de Soye : de château en baraques, Plœmeur, Éd. Mémoire de Soye, juillet 2009, 2e éd. (1re éd. 2004) (ISBN 2-9525071-0-4)